# Tickle
Tickle is een Brits historisch merk van motorfietsen.
De bedrijfsnaam was John Tickle (Manx Motorcycles), Enesbury, St. Neots, later Peterborough. 
Dit was een Engels bedrijf dat in de jaren zeventig gemoderniseerde uitvoeringen van de bekende Norton 350- en 500 cc Manx-racers bouwde. Daarvoor werden eind 1969 de productierechten van de Norton Manx overgenomen van Colin Seeley. Tickle gebruikte zowel originele als nagemaakte onderdelen. Het was niet de bedoeling de machines in veteraanraces in te zetten, integendeel, de styling werd gemoderniseerd en de machines werden nog lang in nationale races ingezet.